# Étoile de Margon
Désignations
L'étoile de Margon est une étoile chimiquement particulière de la constellation de la Balance. Elle a été premièrement identifiée par B. Margon et al. dans un article paru en 1984,. Elle est une étoile carbonée très froide de type spectral C-CH.